# Frank Arhin
Frank Arhin (16 febbraio 1999) è un calciatore ghanese, centrocampista dell'IFK Östersund.

## Caratteristiche tecniche
È un centrocampista offensivo, che può anche eventualmente essere utilizzato come attaccante.

## Carriera
Arhin viene ingaggiato nell'agosto 2017 dagli svedesi dell'Östersund che lo prelevano dall'accademia africana Right to Dream Academy, la quale in passato aveva già cresciuto altri giocatori destinati a vestire il rossonero quali David Accam, Thomas Boakye, Samuel Mensiro e Patrick Kpozo. Debutta fra i professionisti il 9 settembre 2017 in occasione dell'incontro di Allsvenskan vinto 3-0 contro l'AFC Eskilstuna. Alla seconda presenza nel massimo campionato svedese, il successivo 14 ottobre, realizza il suo primo gol personale nella vittoria per 3-0 sull'Örebro. Esse sono le sue due uniche presenze nell'Allsvenskan 2017, tuttavia nel corso dell'inverno seguente Arhin scende in campo nei minuti finali delle trasferte contro Hertha Berlino e Arsenal, valide rispettivamente per la fase a gironi e per i sedicesimi dell'Europa League 2017-2018.
Nell'Allsvenskan 2018 viene schierato in totale in dieci occasioni, di cui quattro da titolare. In vista della stagione 2019, viene girato in prestito annuale al Dalkurd, squadra militante in Superettan, ovvero la seconda serie svedese. Nel 2020 torna a far parte dell'Östersund, ma il suo utilizzo in campionato è limitato a sette presenze stagionali. Nel 2021 ottiene 18 presenze. Il club, complice anche il calciomercato bloccato per due finestre su decisione del TAS di Losanna, chiude quella stagione senza riuscire a evitare la retrocessione in Superettan. A fine anno Arhin lascia la squadra per fine contratto.

## Statistiche
Statistiche aggiornate al 17 maggio 2021.

### Presenze e reti nei club
| Stagione        | Squadra         | Campionato      | Campionato | Campionato | Coppe nazionali | Coppe nazionali | Coppe nazionali | Coppe continentali | Coppe continentali | Coppe continentali | Altre coppe | Altre coppe | Altre coppe | Totale | Totale | Totale |
| Stagione        | Squadra         | Comp            | Pres       | Reti       | Comp            | Pres            | Reti            | Comp               | Pres               | Reti               | Comp        | Pres        | Reti        | Pres   | Reti   |        |
| --------------- | --------------- | --------------- | ---------- | ---------- | --------------- | --------------- | --------------- | ------------------ | ------------------ | ------------------ | ----------- | ----------- | ----------- | ------ | ------ | ------ |
| 2017            | Östersund       | A               | 2          | 1          | CS              | 3               | 0               |                    | -                  | -                  |             | -           | -           | 5      | 1      |        |
| 2018            | Östersund       | A               | 10         | 0          | CS              | 1               | 1               |                    | -                  | -                  |             | -           | -           | 11     | 1      |        |
| 2019            | Dalkurd         | S1              | 24         | 1          | CS              | 1               | 0               |                    | -                  | -                  |             | -           | -           | 25     | 1      |        |
| 2020            | Östersund       | A               | 7          | 0          | CS+CS           | 1+4             | 0               |                    | -                  | -                  |             | -           | -           | 12     | 0      |        |
| 2021            | Östersund       | A               | 6          | 0          | CS              | 0               | 0               |                    | -                  | -                  |             | -           | -           | 6      | 0      |        |
| Totale carriera | Totale carriera | Totale carriera | 49         | 2          |                 | 10              | 1               |                    | -                  | -                  |             | -           | -           | 59     | 3      |        |